# ブライアン・オーガー・アンド・ザ・トリニティー
ブライアン・オーガー・アンド・ザ・トリニティー (Brian Auger & the Trinity)は、イングランド出身のロックバンド。
1963年にスリーピース・バンドのザ・トリニティーとして発足。1966年には大きくメンバーが入れ替わり、ブライアン・オーガーの名を冠したバンドに変化している。
1970年で解散していたが、2010年代にブライアンの娘、サヴァンナ・グレース・オーガーを擁し、同名義で43年ぶりに作品を残した。

## 歴代メンバー
- ブライアン・オーガー (Brian Auger) - ハモンドオルガン/ピアノ/鍵盤楽器（1963年 - 1970年、2010年代）
- リック・レアード (Rick Laird) - ベース（1963年 - 1965年）
- フィル・キノッラ (Phil Kinorra) - ドラムス（1963年）
- ミッキー・ウォーラー (Micky Waller) - ドラムス（1965年）
- ジュリー・ドリスコール (Julie Driscoll) - ボーカル（1966年 - 1969年）現ジュリー・ティペッツ
- ヴィック・ブリッグス (Vic Briggs) - ギター（1966年 - 1967年）
- ロジャー・サットン (Roger Sutton) - ベース（1966年 - 1967年）
- クライヴ・タッカー (Clive Thacker) - ドラムス（1966年 - 1970年）
- ゲイリー・ボイル (Gary Boyle) - ギター（1967年、1969年 - 1970年）
- デイヴ・アンブローズ (Dave Ambrose) - ベース（1967年 - 1970年）
- サヴァンナ・グレース・オーガー (Savannah Grace Auger) - ボーカル (2010年代)
- カーマ・オーガー (Karma D. Auger) - ドラムス (2010年代)

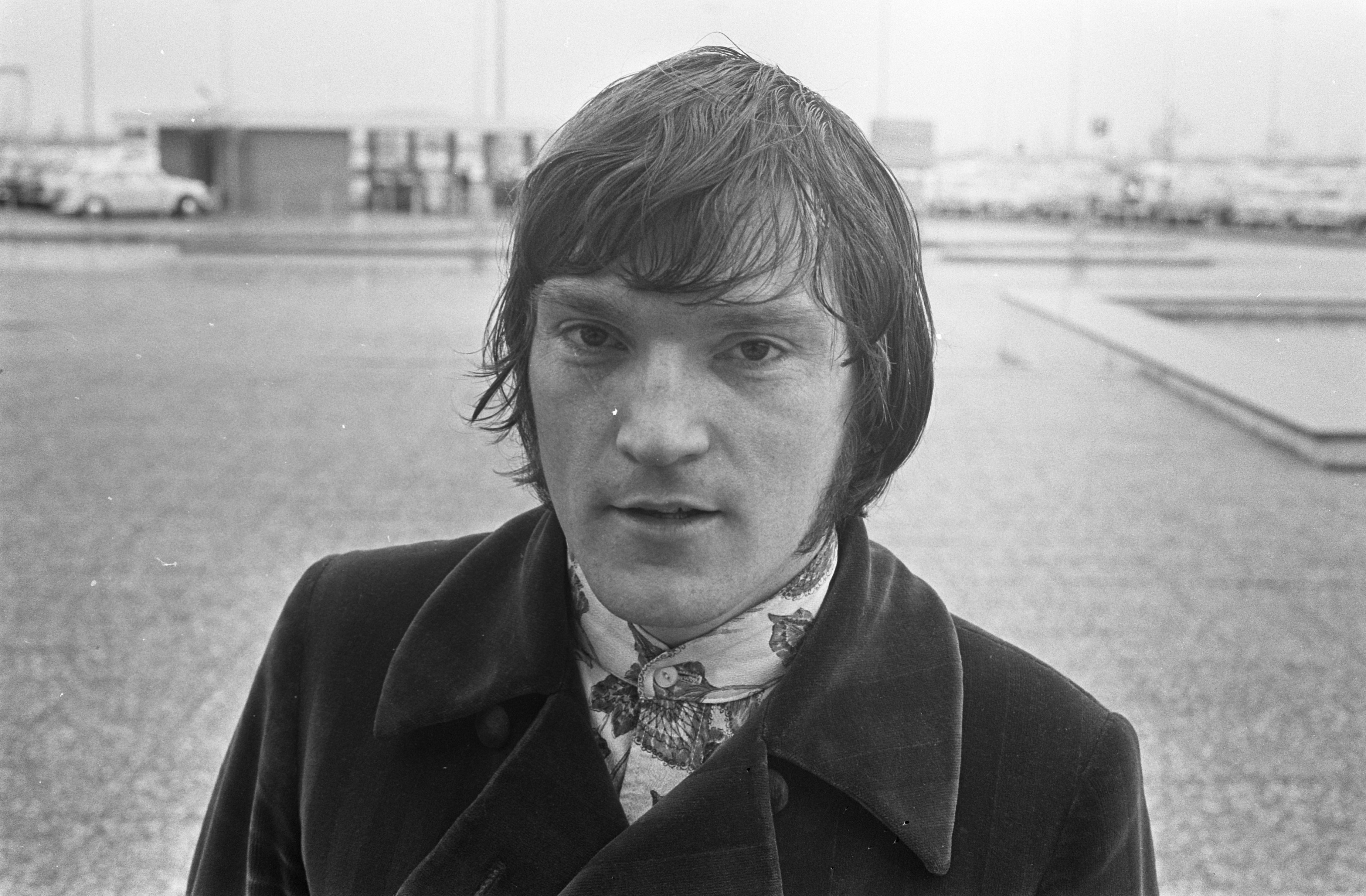
ブライアン・オーガー(Org) 1968年
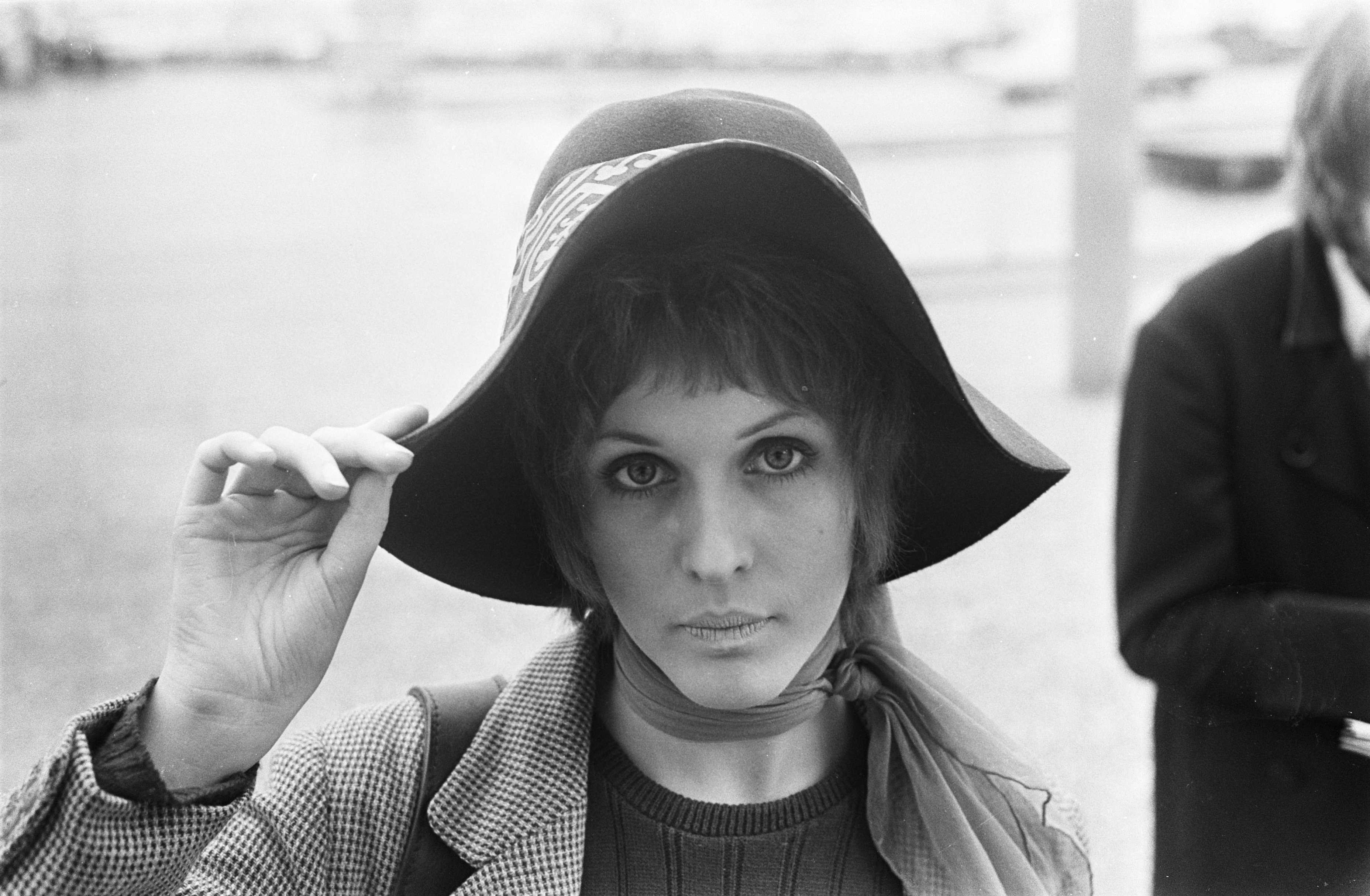
ジュリー・ドリスコール(Vo) 1968年
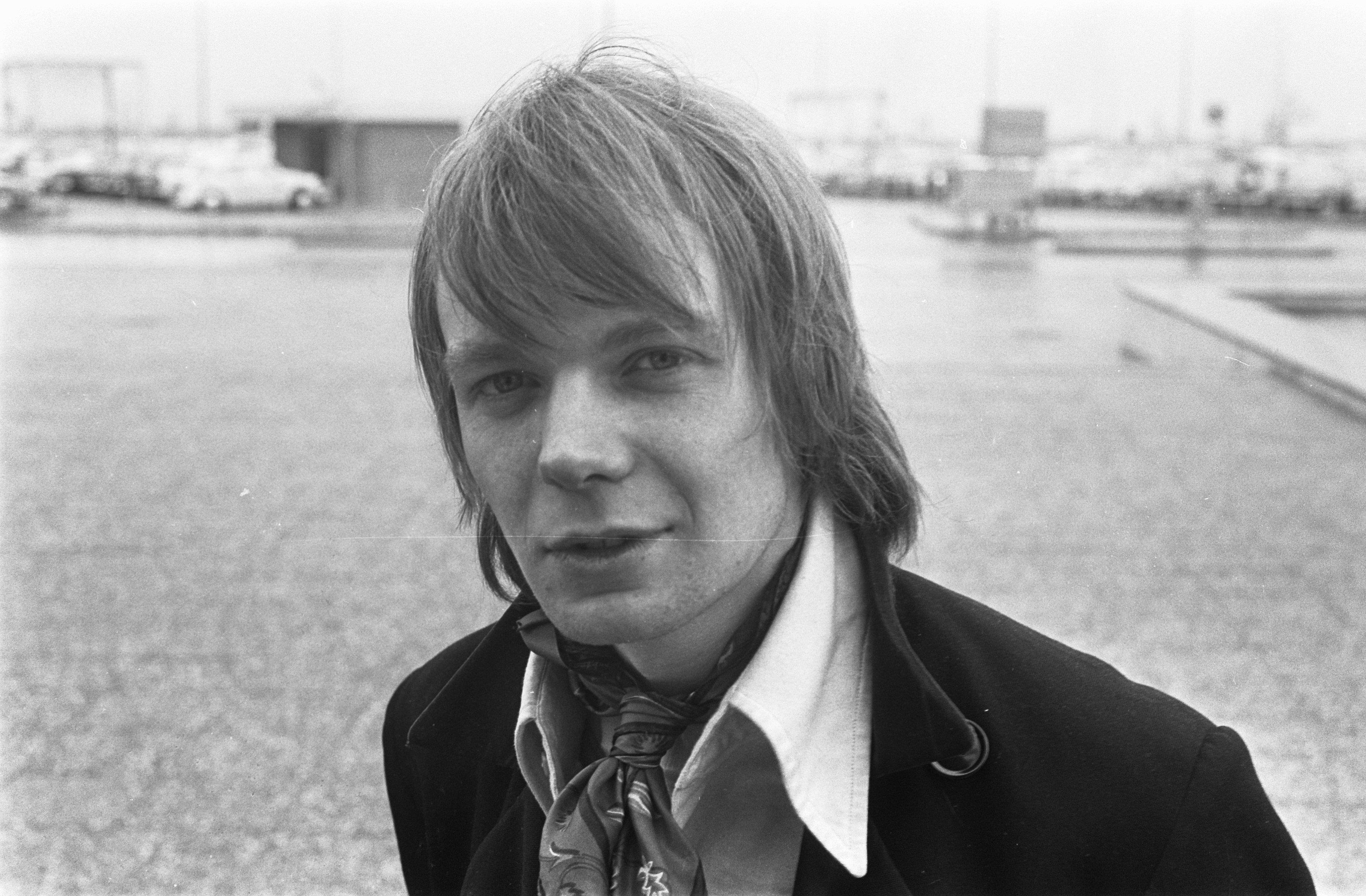
デイヴ・アンブローズ(B) 1968年
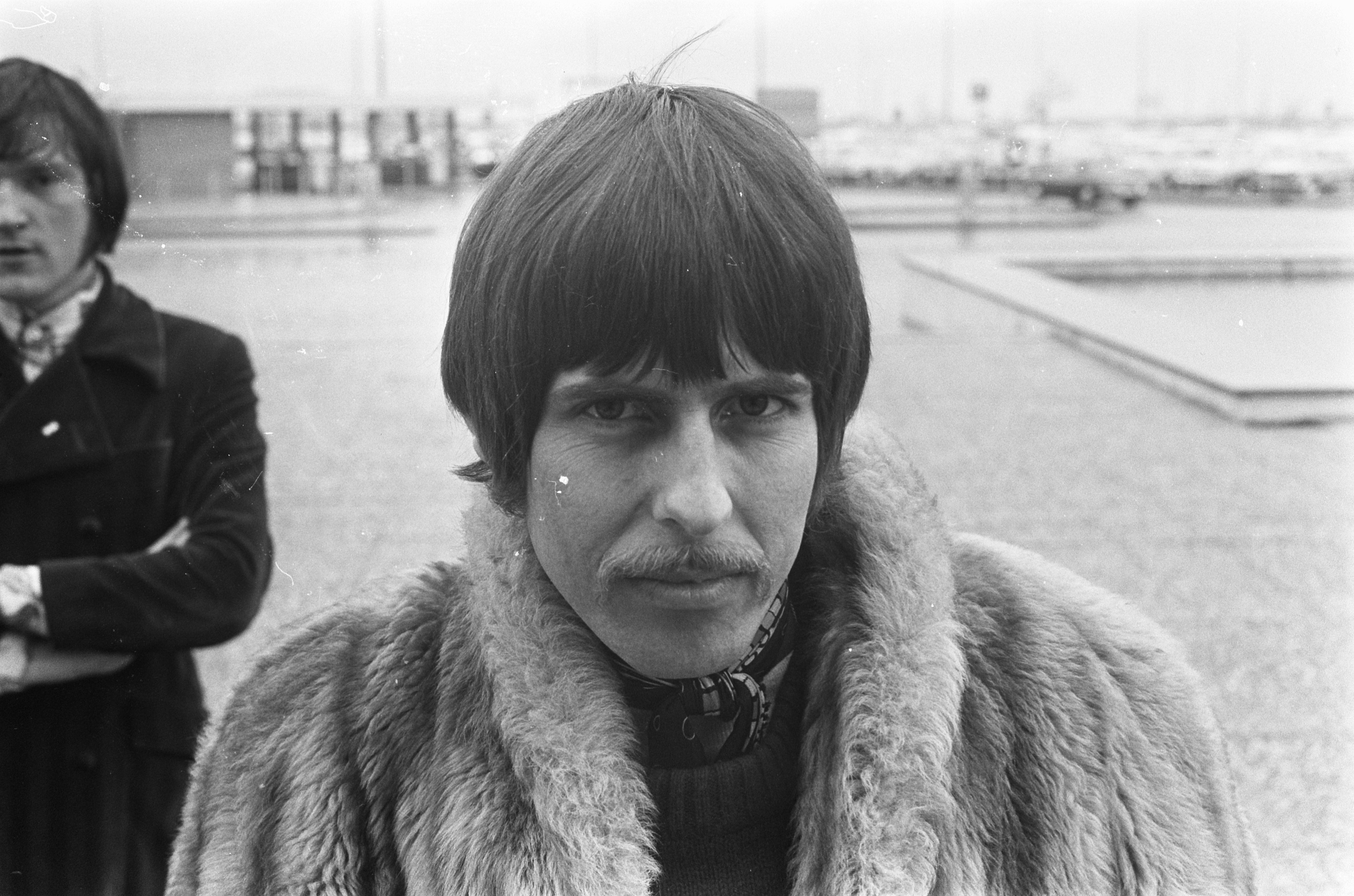
クライヴ・タッカー (Dr) 1968年

## ディスコグラフィ

### アルバム
- 『オープン』 - Open (1967年)
- 『ディフィニットリー・ホワット』 - Definitely What! (1968年)
- 『ジミー・ペイジ&ソニー・ボーイ・ウィリアムソン』 - Don't Send Me No Flowers (1968年) ※サニー・ボーイ・ウィリアムソン&ブライアン・オーガー・アンド・ザ・トリニティー&ジミー・ペイジ名義。1965年1月録音
- 『ストリートノイズ』 - Streetnoise (1969年)
- 『ビフォア』 - Befour (1970年)
- 『モッド・パーティー』 - Mod Party (2013年) ※リ・ライブレコーディング作品
- 『アントールド・テイルズ - ライヴ1968』 - Untold Tales Of The Brian Auger Trinity (2017年)